# Handicap et Libertés
 (avril 2013).
Si vous disposez d'ouvrages ou d'articles de référence ou si vous connaissez des sites web de qualité traitant du thème abordé ici, merci de compléter l'article en donnant les références utiles à sa vérifiabilité et en les liant à la section « Notes et références ».
Pour les articles homonymes, voir HAL.
Handicap et Libertés (HAL) est une association loi de 1901 à vocation internationale d’aide à l’intégration des personnes handicapées et de lutte contre toutes les formes de discriminations. L’association HAL créée en 1985, à but non lucratif, s’est spécialisée dans les actions de sensibilisation, ainsi que dans la revalorisation de matériel médical.

## Le réseau
HAL se base sur plusieurs réseaux : un réseau national et un réseau international.

### Le réseau national
Handicap et Libertés travaille en France en collaboration avec des institutions d’Île-de-France et des organismes d’aide à l’intégration.

### Le réseau international
Depuis sa création Handicap et Libertés anciennement Handicap Amérique Latine œuvre dans le monde pour l’intégration des personnes handicapées grâce à son réseau. Les différentes structures de HAL sont indépendantes. Elles sont situées dans des pays en voie de développement, en Amérique Latine et en Afrique, ainsi qu’en Europe. 
HAL a une action locale en France, son siège social, et est présente au Chili, en Bolivie, au Pérou,en Équateur, en Espagne, au Maroc, en Palestine par l'intermédiaire d'associations relais.
HAL est promoteur et coordonne les réseaux MAMED (MAtériel MEDical)en Europe, composés de 14 pays : Belgique, Espagne, France, Italie, Portugal, Grèce, Pologne, Roumanie, Allemagne, Turquie, Slovaquie, Bulgarie, Chypre, et Autriche. Le réseau est constitué par des institutions qui travaillent dans la formation professionnelle et par des partenaires qui mettent en place des ateliers de réparation de matériel médical.

## Les actions

### La sensibilisation
Auprès des enfants, l'association propose des spectacles de marionnettes « Les Copains du Quartier » (pour les 6 ans et +) et « Un petit frère pas comme les autres » (pour les 3-5 ans), des ateliers pratiques, des échanges parents-enseignants… Ayant pour thèmes, respectivement, le Handicap et la diversité culturelle, ils sont réalisés dans des écoles ou centre de loisirs.
Auprès des adultes, l'association propose des actions destinées à apporter des informations théoriques et sensorielles sur les différents handicaps telles que des saynètes théâtrales, des mises en situation, des jeux de rôles, des échanges avec des professionnels. Elles permettent à sensibiliser des employeurs à l'emploi et à l'accueil des personnes handicapées.

### La revalorisation de matériel médical
HAL propose de la vente, du matériel neuf ou d’occasion, de la location, de la réparation, de la désinfection et des adaptations de fauteuils roulants et autres aides techniques destinées aux personnes handicapées et aux personnes âgées, ainsi que des lits et des tables diverses. 
HAL est promoteur est coordinateur du réseau européen MAMED, créé en 2002. Avec six partenaires européens ; le réseau MAMED devient une association à vocation internationale de droit français (loi 1901), le 6 juillet 2006.
En 2014, Handicap et Liberté a géré l'envoi de matériel médical destiné à des centres spécialisés au Chili et au Pérou.